# خط طول 118° غرب
خط طول 118° غرب هو أحد خطوط الطول الجغرافية، والتي تمتد من القطب الشمالي الجغرافي إلى القطب الجنوبي الجغرافي، وحسب التحويل الزمني يتأخر خط طول 118° غرب عن خط غرينتش بـ7 ساعات و52 دقيقة.

## من القطب إلى القطب
ينطلق خط طول 118° غرب من القطب الشمالي نحو القطب الجنوبي مرورا بالمناطق التي ترد في الجدول التالي:
| الإحداثيات                           | البلد أو الإقليم أو البحر  | ملاحظات |
| ------------------------------------ | -------------------------- | --- |
| 90°0′N 118°0′W / 90.000°N 118.000°W  | المحيط المتجمد الشمالي     | |
| 77°22′N 118°0′W / 77.367°N 118.000°W | كندا                       | الأقاليم الشمالية الغربية — جزيرة الأمير باتريك |
| 76°24′N 118°0′W / 76.400°N 118.000°W | Crozier Channel            | |
| 76°3′N 118°0′W / 76.050°N 118.000°W  | كندا                       | الأقاليم الشمالية الغربية — Eglinton Island |
| 75°42′N 118°0′W / 75.700°N 118.000°W | Kellett Strait             | |
| 75°20′N 118°0′W / 75.333°N 118.000°W | مضيق مكلور [لغات أخرى]‏     | |
| 74°17′N 118°0′W / 74.283°N 118.000°W | كندا                       | الأقاليم الشمالية الغربية — جزيرة بانكس |
| 72°53′N 118°0′W / 72.883°N 118.000°W | مضيق أمير ويلز [لغات أخرى]‏ | |
| 72°40′N 118°0′W / 72.667°N 118.000°W | كندا                       | الأقاليم الشمالية الغربية — جزيرة فيكتوريا (كندا) |
| 71°22′N 118°0′W / 71.367°N 118.000°W | Minto Inlet                | |
| 71°7′N 118°0′W / 71.117°N 118.000°W  | كندا                       | الأقاليم الشمالية الغربية — جزيرة فيكتوريا (كندا) |
| 70°47′N 118°0′W / 70.783°N 118.000°W | خليج أموندسن               | |
| 69°1′N 118°0′W / 69.017°N 118.000°W  | كندا                       | نونافوت الأقاليم الشمالية الغربية — من 67°11′N 118°0′W / 67.183°N 118.000°W, مرورا عبر the بحيرة الدب العظيم ألبرتا — من 60°0′N 118°0′W / 60.000°N 118.000°W كولومبيا البريطانية — من 52°30′N 118°0′W / 52.500°N 118.000°W                                                                       |
| 49°0′N 118°0′W / 49.000°N 118.000°W  | الولايات المتحدة           | واشنطن (ولاية) أوريغون — من 46°0′N 118°0′W / 46.000°N 118.000°W نيفادا — من 42°0′N 118°0′W / 42.000°N 118.000°W كاليفورنيا — من 37°36′N 118°0′W / 37.600°N 118.000°W, مرورا بشرق لوس أنجلوس (في 34°3′N 118°15′W / 34.050°N 118.250°W)                                                            |
| 33°39′N 118°0′W / 33.650°N 118.000°W | المحيط الهادئ              | مرورا بشرق جزيرة سانتا كاتالينا, كاليفورنيا الولايات المتحدة (في 33°19′N 118°18′W / 33.317°N 118.300°W) · مرورا بشرق San Clemente Island, كاليفورنيا الولايات المتحدة (في 32°49′N 118°21′W / 32.817°N 118.350°W) · مرورا بشرق جزيرة غوادالوبي, المكسيك (في 29°0′N 118°18′W / 29.000°N 118.300°W) |
| 60°0′S 118°0′W / 60.000°S 118.000°W  | المحيط الجنوبي             | |
| 73°48′S 118°0′W / 73.800°S 118.000°W | القارة القطبية الجنوبية    | المطالب الإقليمية بالقارة القطبية الجنوبية |